# Prospero Santacroce
Prospero Publicola Santacroce, född 24 september 1514 i Rom, död 2 oktober 1589 i Rom, var en italiensk kardinal och ärkebiskop. 

## Biografi
Prospero Santacroce var son till Tarquinio Santacroce och Ersilia de' Massimi. Vid Paduas universitet blev han doktor och var för en tid refendarieråd vid Apostoliska signaturan.
I mars 1548 utnämndes Santacroce till biskop av Kissamos. Han var påvlig nuntie i bland annat Frankrike och Spanien.
Den 12 mars 1565 upphöjde påve Pius IV Santacroce till kardinalpräst och han erhöll i februari året därpå San Girolamo dei Croati som titelkyrka. Kardinal Santacroce deltog i konklaven 1572, vilken valde Gregorius XIII till ny påve, och i konklaven 1585, som valde Sixtus V. År 1589 blev Santacroce kardinalbiskop av Albano.
Kardinal Santacroce avled i Rom år 1589 och begravdes först i Santa Maria Maggiore; senare överfördes hans stoft till Santa Maria in Publicolis.

## Bilder

Kardinal Santacroces titelkyrkor
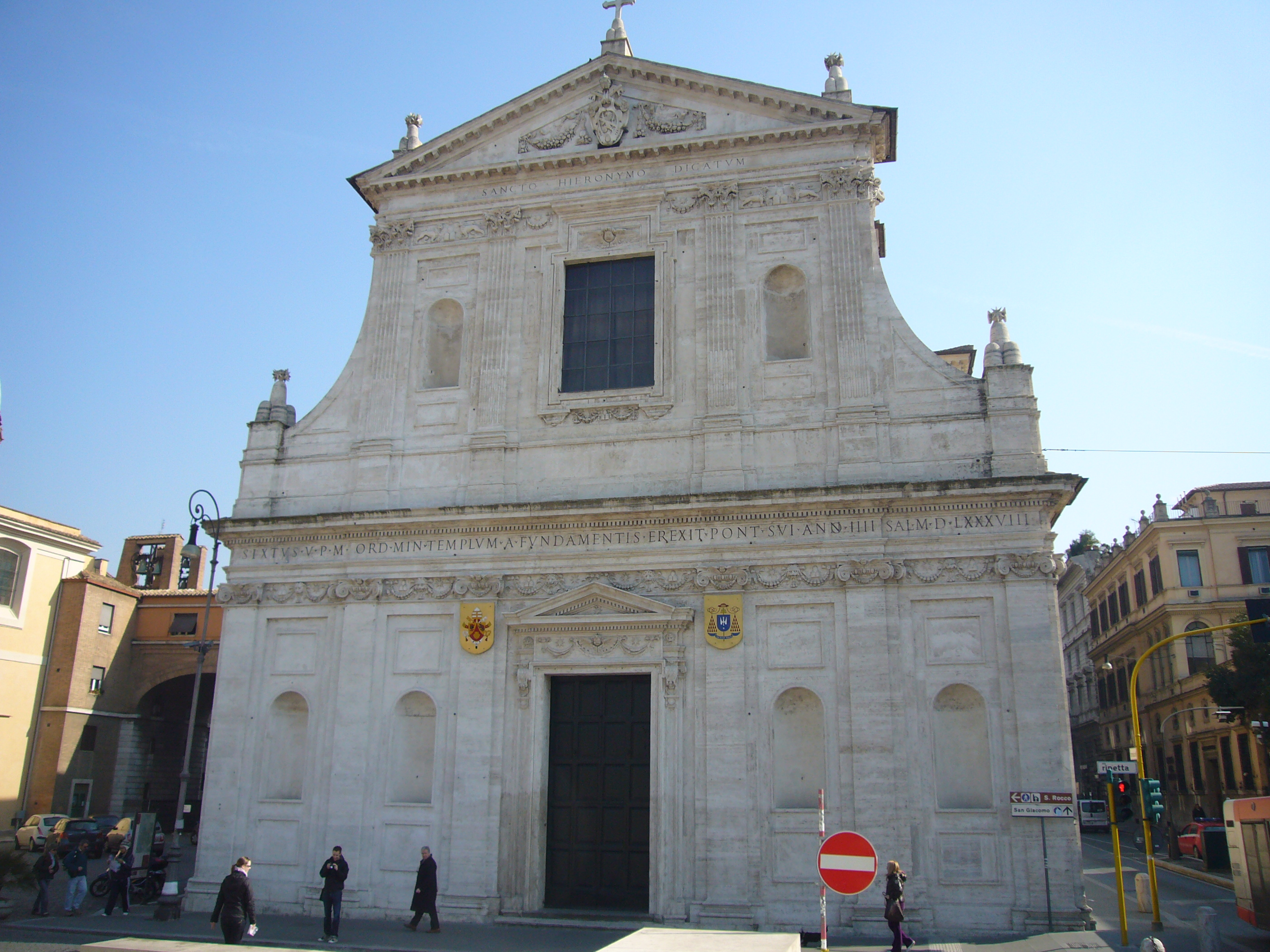
San Girolamo dei Croati.
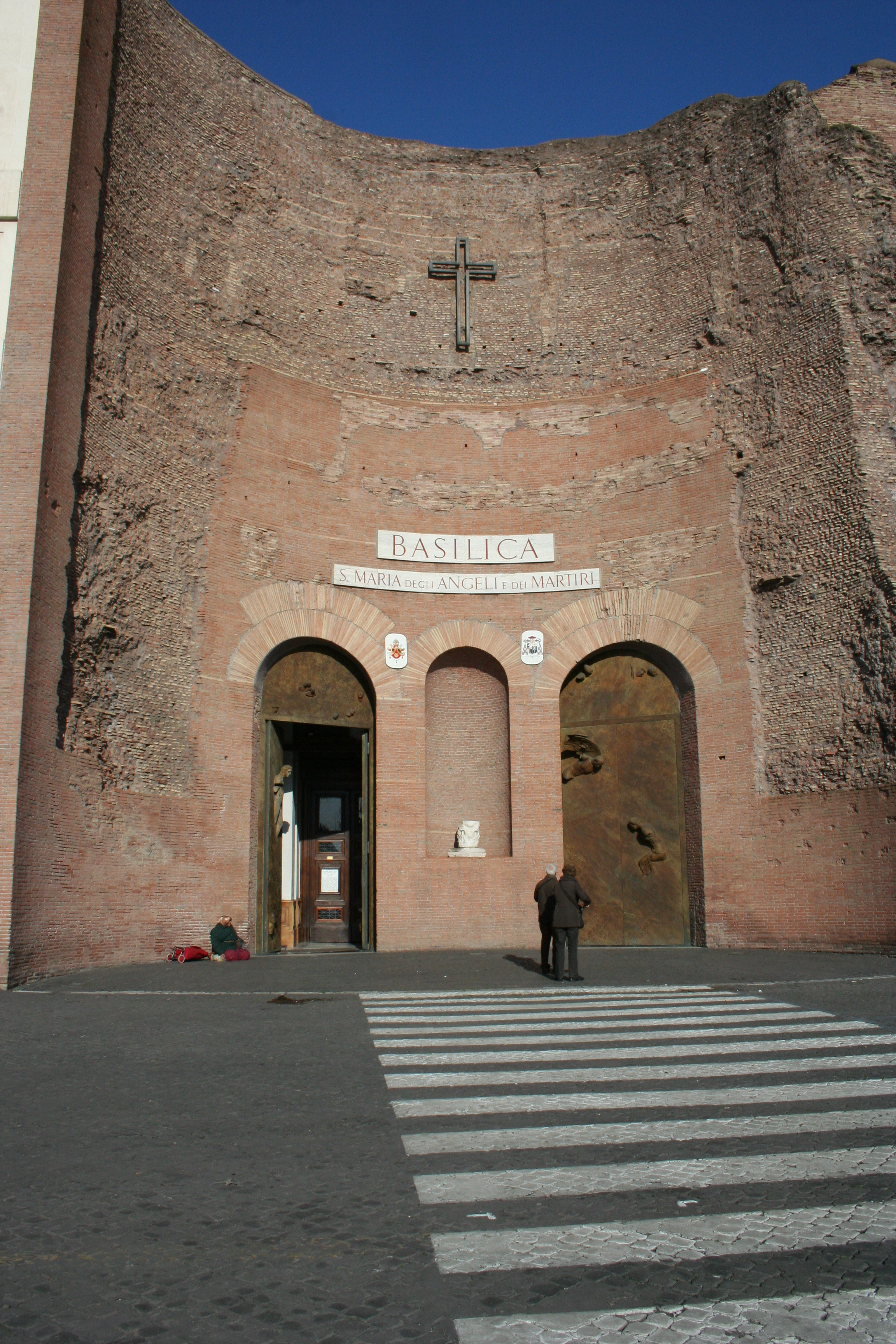
Santa Maria degli Angeli.
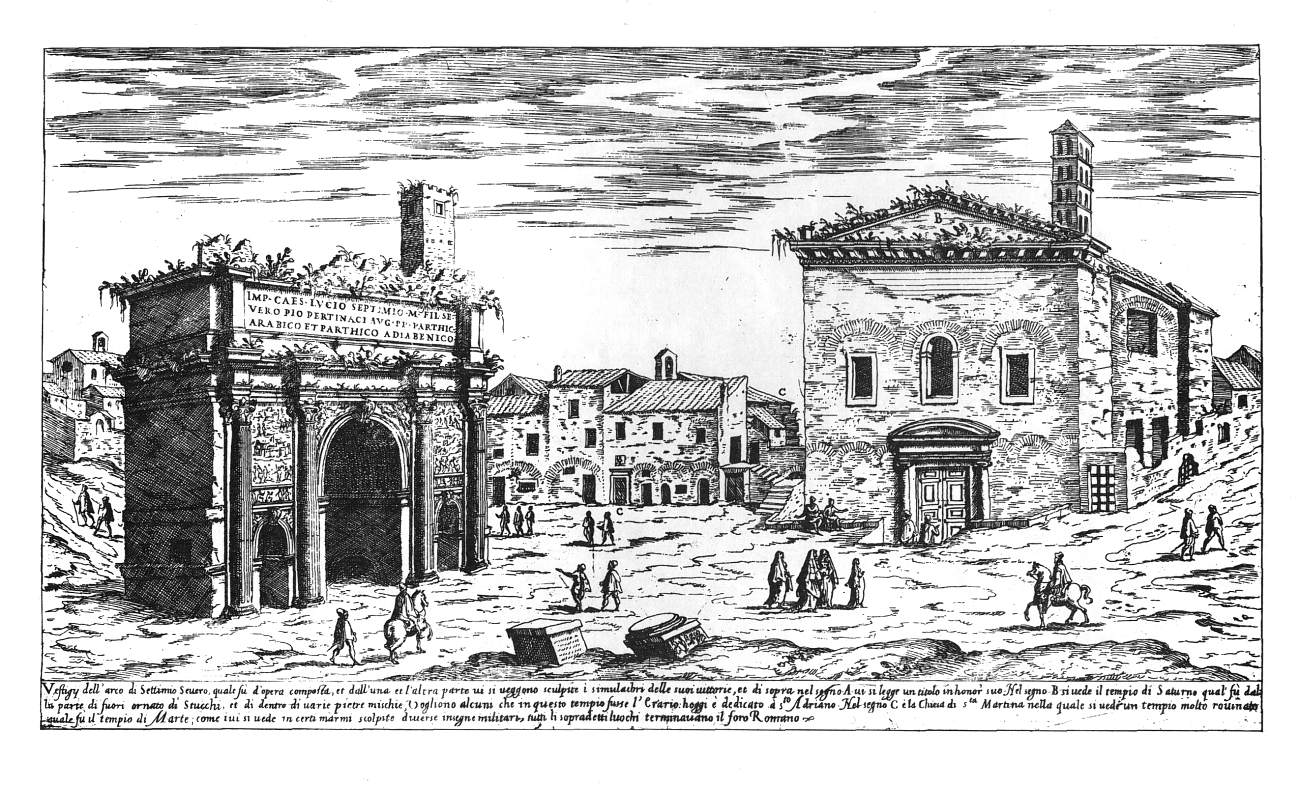
Sant'Adriano al Foro (till höger).
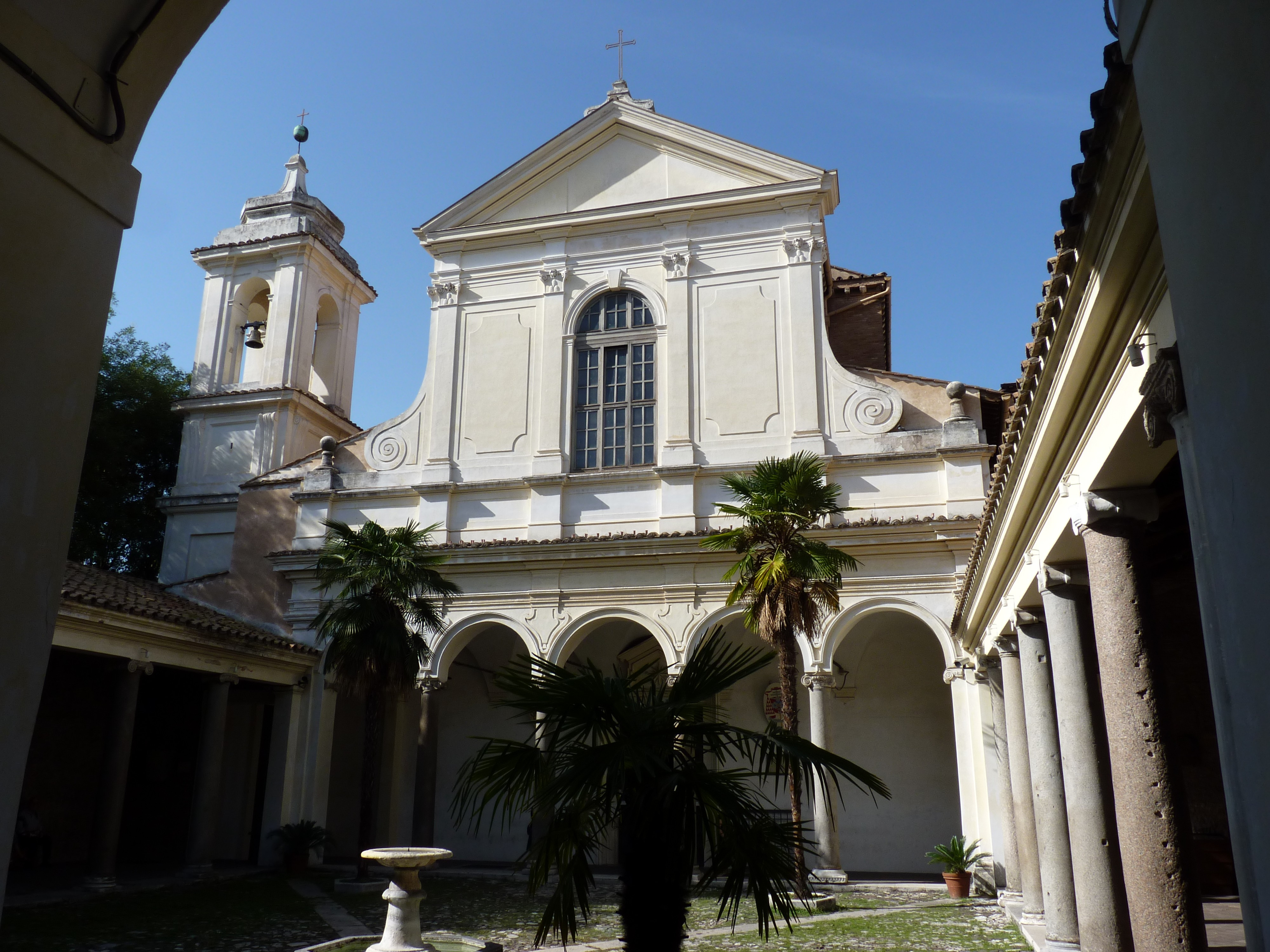
San Clemente.